# アーデン版シェイクスピア

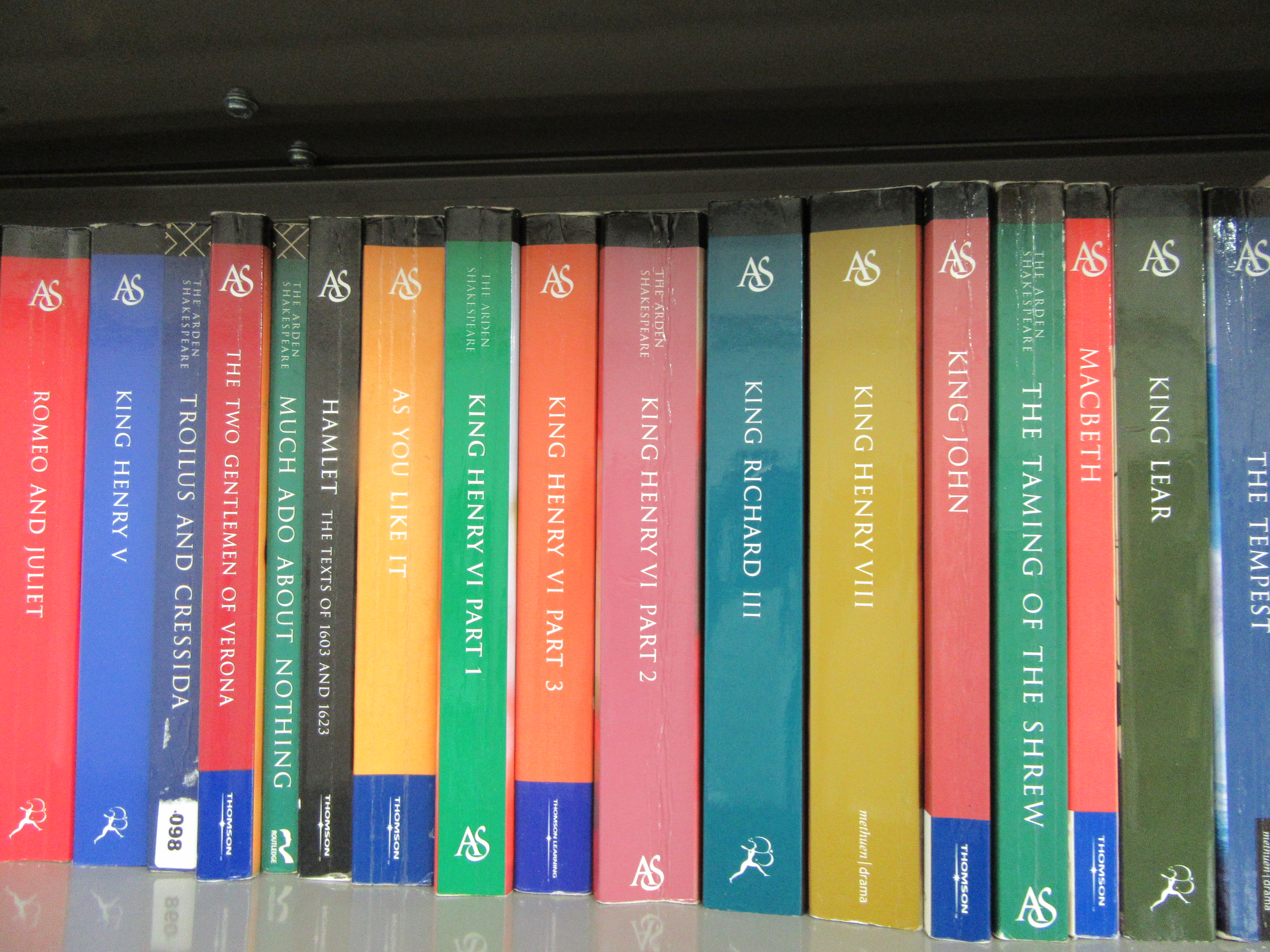
アーデン版シェイクスピアを本棚に並べた写真

『アーデン版シェイクスピア』（アーデンばんシェイクスピア、The Arden Shakespeare）は、ウィリアム・シェイクスピアの作品の学術的な版のシリーズ。戯曲と詩は現代英語の綴りで表されている。長い序説と豊富な注釈がついている。『アーデン版シェイクスピア』には過去に3つのシリーズを出していて、第3シリーズはまだ刊行途中である。『アーデン』という語はシェイクスピアの母メアリ・アーデン（Mary Arden）と『お気に召すまま』の舞台となった「アーデンの森（Arden））を暗示している。
第1シリーズはMethuen Publishingによって出版された。一番初めに出たのはエドワード・ダウデン（Edward Dowden）編の『ハムレット』で1899年のことである。それから25年にわたって、シェイクスピア正典の全作品が編集・出版された。
第2シリーズは新しい編者グループによる再編集で、1950年代から刊行され、1980年代にコンプリートした。最初のシリーズと同じMethuenからハードカバー版とペーパーバック版の両方が出版された。ペーパーバック版の表紙はBrotherhood of Ruralistsが担当した。
第3シリーズは1990年代にスタートした。最初ラウトレッジから、その後トムソン（The Thomson Corporation）を経て、現在はセンゲージラーニングから出版されている。編集主幹はリチャード・プラウドフット、アン・トンプソン、デヴィッド・スコット・カスタンである。シリーズのコンプリートはまだで、2008年7月現在、シェイクスピアの正典のおよそ半分が出ている。
アーデン版は『全集』も出していて、それは第2シリーズと第3シリーズからリプリントした版である。